# Boechera
Genre
Classification phylogénétique
Boechera est un genre de plante herbacée de la famille des Brassicaceae exclusivement originaire d'Amérique du Nord et du Groenland, qui étaient classées autrefois dans le genre Arabis, jusqu'à la récente classification des botanistes Michael Windham et Ihsan Al-Shehbaz. Il a été nommé ainsi en l'honneur du botaniste danois Tyge Wittrock Böcher (1909-1983) et comprend 110 espèces.

## Quelques espèces
- Boechera breweri
- Boechera canadensis
- Boechera cobrensis
- Boechera constancei
- Boechera crandallii
- Boechera dispar
- Boechera falcatoria
- Boechera fecunda
- Boechera gracilenta
- Boechera gunnisoniana
- Boechera holboellii
- Boechera laevigata
- Boechera lignifera
- Boechera ophira
- Boechera oxylobula
- Boechera pallidifolia
- Boechera perennans
- Boechera perstellata
- Boechera pulchra
- Boechera quebecensis
- Boechera sparsiflora
- Boechera stricta
- Boechera yorkii